# Babbling idiot
Ein Babbling Idiot ist ein Knoten eines Netzwerks, der die Kommunikation durch Fehlverhalten stört. Dies kann durch das Senden von Nachrichten zu willkürlichen, nicht mit dem Netzwerk synchronisierten Zeitpunkten oder durch fehlerhaften Inhalt von Nachrichten hervorgerufen werden.
Er kann somit die Knoten stören, die ihre Nachrichten synchron mit dem Netzwerk übertragen. Als Folge kann es zu Fehlkommunikation bis hin zu einem vollständigen Kommunikationsverlust im Netzwerk kommen. Um dem vorzubeugen, kann beispielsweise jeder Netzwerkteilnehmer einen sogenannten Buswächter (Bus Guardian) besitzen. Dieser stellt sicher, dass der Netzwerkteilnehmer nur innerhalb seines statisch zugewiesenen Zeitslots sendet.